# Ambia leucoplaca
Ambia leucoplaca là một loài bướm đêm trong họ Crambidae.